# Porter (Maine)
Porter – miasto w Stanach Zjednoczonych, w stanie Maine, w hrabstwie Oxford.